# العلاقات الموريتانية المالية
يُشير مصطلح العلاقات الموريتانية المالية إلى العلاقات التي تربط بين دولتي مالي وموريتانيا.

## التاريخ
منذ انتهاء خلاف موريتانيا مع مالي على الحدود عام 1963 والعلاقات بين البلدين كانت في الغالب ودية. تعاونت مالي وموريتانيا على عدة مشاريع تنمية، مثل مشورع أو إم أي إس (بالفرنسية: OMVS)‏ وخطة لتحسين الطرق بين نواكشوط وباماكو. هذا التعاون خفّف إلى حد ما من اعتماد مالي على السنغال وكوت ديفوار. هذا وتجدر الإشارة إلى أن دولة مالي تُحاول ترميم علاقاتها وجعلها دائفة مع باقي الدول الأفريقية خاصة مع تلك العربية في شمال أفريقيا.

### أزمة الحدود
توترت العلاقة بين البلدين عام 2010 عندما انضمت القوات الفرنسية الموريتانية إلى العملية العسكرية ضد مقاتلي القاعدة في بلاد المغرب الإسلامي ثم دخلوا التراب المالي -بدعوى مطاردة الإرهابيين- دون موافقة الحكومة المالية. فشلت عملية المطاردة في النهاية ونجم عنها مقتل 7 من أعضاء التنظيم و2 من جنود موريشيوس كما تم ذبح الرهينة. انتُقدت العملية وبشدة مع بل اعتبرها البعض «مفاجئة إعلان حرب» ضد مالي.